# Peter L. Berger

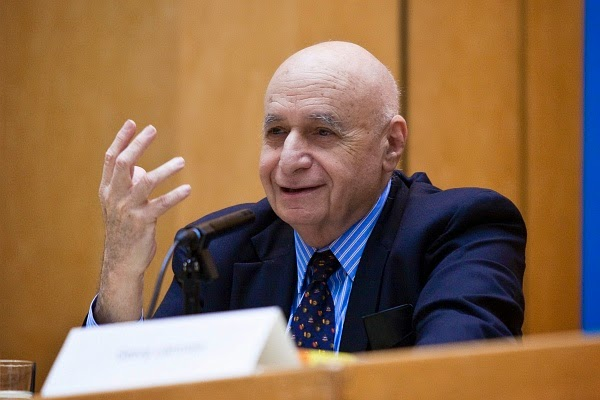
Peter L. Berger, 2010

Peter Ludwig Berger (* 17. März 1929 in Wien; † 27. Juni 2017 in Brookline, Massachusetts) war ein US-amerikanischer Soziologe.

## Leben
Peter L. Berger war Sohn einer jüdischen Familie, die in der Zeit des Nationalsozialismus vor der Judenverfolgung nach Palästina floh. Berger lebte seit 1946 in den USA, wo er Soziologie und Philosophie studierte, zunächst am Wagner College, wo er einen B.A. erwarb. Im Anschluss studierte Berger an der New School for Social Research in New York (M.A. 1950, Ph.D. 1952). In den Jahren 1955 und 1956 arbeitete er in Deutschland an der Evangelischen Akademie Bad Boll. In den Jahren von 1956 bis 1958 lehrte und forschte Berger als Assistenzprofessor an der University of North Carolina; von 1958 bis 1963 arbeitete er am Hartford Theological Seminary. Darauf folgten Professuren an der New School for Social Research in New York, der Rutgers University in New Brunswick, New Jersey und dem Boston College in Chestnut Hill, Massachusetts.
Seit 1981 war Berger Professor für Soziologie und Theologie an der Boston University, seit 1985 als Direktor des Institute for the Study of Economic Culture (heute: Institute on Culture, Religion and World Affairs).
Neben seiner beruflichen Tätigkeit war er seit 2007 im Kuratorium der Internationalen Martin Luther Stiftung
engagiert. Er war seit 1959 mit Brigitte Berger (geb. Kellner) verheiratet, die 2015 starb. Sie war ebenfalls Soziologin und Autorin sowie Co-Autorin einiger seiner Bücher. Mit ihr bekam er zwei Söhne.
Berger beschrieb sich selbst als gläubig und „etwas heterodoxen Lutheraner“.

## Arbeitsgebiete
Das zentrale Arbeits- und Forschungsfeld Bergers bildete die Religionssoziologie. Bekannt wurde er u. a durch seine gemeinsam mit Thomas Luckmann verfasste wissenssoziologische Arbeit Die gesellschaftliche Konstruktion der Wirklichkeit aus dem Jahre 1966 (engl.) und 1969 (dt.), durch sein gemeinsam mit Brigitte Berger (Long Island University) und Hansfried Kellner (TH Darmstadt) publiziertes Werk Das Unbehagen in der Modernität (engl. The Homeless Mind. Modernization and Consciousness), in welchem wissenssoziologisch bereits im Jahre 1973 die Globalisierungsdebatte und die Debatte um die Wissensgesellschaft vorweggenommen wurde. Sowohl in Bergers Invitation to Sociology (dt. Einladung zur Soziologie) als auch in dem 1981 gleichfalls mit Hansfried Kellner publizierten Buch Sociology Reinterpreted. An Essay on Method and Vocation (dt. Für eine neue Soziologie 1984) wird eine an Max Weber orientierte wissenssoziologische Sicht der Soziologie vorgestellt.
Um die Situation des religionskulturellen Pluralismus auf den Begriff zu bringen, sprach Berger von einem häretischen Imperativ: Keine religiöse Tradition gelte mehr fraglos. Alle Gläubigen oder Glaubenswilligen, eine jede und ein jeder für sich, seien gehalten, aus den Traditionsbeständen Passendes auszuwählen (das griechische Wort haíresis bedeutet „Wahl“ oder „Auswahl“). Auch die, die sich zu einer religiösen Orthodoxie bekennen, kämen in global pluralistisch gewordener Umgebung nicht umhin, sich für ihre Rechtgläubigkeit eigens zu entscheiden. Alle, so die aufmunternd gemeinte Botschaft dieses Befundes, sind Häretiker.
Sein wissenschaftlicher Originalnachlass befindet sich im Sozialwissenschaftlichen Archiv Konstanz.

## Mensch und Gesellschaft
Peter L. Bergers Werk „Zu Dialektik von Religion und Gesellschaft. Elemente einer soziologischen Theorie“  (engl. „The Sacred Canopy. Elements of a Sociological Theory of Religion“) ist ein Klassiker im Bereich der Philosophie der Wissenschaften, insbesondere der Sozialwissenschaften und der Frage nach dem interaktiven Zusammenspiel von Mensch und Gesellschaft.
Berger beschreibt die Gesellschaft als ein dialektisches Phänomen. Die Gesellschaft ist ein geschaffenes und aufgezogenes Produkt des Menschen, das selbst wiederum kontinuierlich den Menschen beeinflusst und auf ihn einwirkt. Das Produkt „Gesellschaft“ ist ein geformtes Gebilde des menschlichen Handelns und des Bewusstseins. Ohne menschliche Existenz gäbe es keine Gesellschaft. Auf der anderen Seite ist der Mensch seinerseits ein Produkt der Gesellschaft. Die Gesellschaft überdauert die Geburt und den Tod eines jeden Menschen, sie koexistiert unabhängig von menschlichen Individuen. Jede menschliche Lebensgeschichte ist ein Abschnitt im Fortlaufen einer existierenden Gesellschaft, die über jeder einzelnen Lebensepisode eines Menschen steht und auch nach ihm fortbesteht. Weiterhin ist es durch das Leben in einer Gesellschaft und ihren sozialen Strukturen, Normen und Anforderungen, dass sich Menschen neu formen, verändern, anpassen, sich weiterentwickeln. Der Mensch erhält durch gesellschaftliche Prozesse eine Identität, an der er arbeitet und an der er festhält. Er könnte ohne dieses Arbeiten, abgesondert von der Gesellschaft nicht überleben. Die Aussage, dass die Gesellschaft ein Produkt des Menschen ist und der Mensch ein Produkt der Gesellschaft, ist nicht widersprüchlich, sondern erklärt den dialektischen, interaktiven Charakter des gesellschaftlichen Phänomens. Um ein umfassendes Verständnis des dialektischen Zusammenhangs von Mensch und Gesellschaft zu bekommen, müssen drei unterschiedliche Stufen eines Kreislaufs beleuchtet und bewahrt werden: Externalisierung, Objektivierung und Internalisierung.
Menschen kommen unvollendet und ungeformt zur Welt. Sie entwickeln sich in einem andauernden Lernprozess auf der Suche nach Neuem, nach Erfahrung, nach Erkenntnis. Durch den Prozess des Entfaltens und der Annahme individueller Lebensformen, externalisieren („entäußern“) sich Menschen sowohl körperlich als auch geistig auf mentaler Ebene in die Außenwelt. Dieser Prozess wird Externalisierung genannt.
Durch den Prozess der Externalisierung nehmen Menschen Dinge in der Außenwelt auf, sie schaffen durch körperliche und geistige Entäußerung ihrerseits die gesellschaftlichen Strukturen, Institution und Lebensformen in der Welt. Menschliche Aktivität und das Bewusstsein lässt Dinge in der Außenwelt zur Realität werden, Dinge werden objektiviert („verdinglicht“) und nehmen realistische Existenz in der Welt an. Wenn dieser Prozess der Objektivierung geschieht, begeben sich entstandene Objekte aus der Einflussnahme des subjektiven Menschenverstandes und des menschlichen Handelns heraus. Existierende gesellschaftliche Strukturen können nicht nach Belieben „weggewischt“ und entfernt werden vom Menschen, sie sind Realität geworden.
Realität gewordene Dinge sind ihrerseits jedoch wieder in einem zurückwirkenden Zusammenspiel mit dem Menschen selbst verbunden. Die objektivierten Strukturen werden vom Menschen beeinflussend wahrgenommen, sie wirken sich nun auch auf die subjektiven Handlungen und Denkweisen eines Menschen aus und modifizieren den Menschen in seinem persönlichen Lebensstil. Der Prozess der Internalisierung ist wichtig zu verstehen, da er die immanente Bedeutung der Gesellschaft und das Individuum seinerseits verdeutlicht.
Zusammenfassend meint Bergers Deutung, dass die Gesellschaft durch Externalisierung des Menschen ein Produkt des Menschen ist, dass sie durch Objektivierung zu einer existierenden Realität außerhalb der menschlichen Subjektivität wird („sui generis“) und dass der Mensch durch Internalisierung ein Produkt der Gesellschaft ist.

## Ehrungen, Preise und Mitgliedschaften (Auswahl)
- 1982: Aufnahme in die American Academy of Arts and Sciences
- 2000: Ludwig-Wittgenstein-Preis der Österreichischen Forschungsgemeinschaft
- 2008: Paul-Watzlawick-Ehrenring[8]
- 2010: Dr.-Leopold-Lucas-Preis der Evangelisch-Theologischen Fakultät der Universität Tübingen
- Ehrendoktor u. a. der Ludwig-Maximilians-Universität München, der Loyola University Chicago, der Universität Genf und der University of Notre Dame

## Veröffentlichungen

### Soziologie
- Invitation to Sociology: A Humanistic Perspective. 1963. (deutsch: Einladung zur Soziologie. Deutscher Taschenbuch Verlag, München 1977, ISBN 3-423-01203-X)
- mit Thomas Luckmann: The Social Construction of Reality: A Treatise in the Sociology of Knowledge. 1966, ISBN 0-385-05898-5, deutsch: Die gesellschaftliche Konstruktion der Wirklichkeit. Eine Theorie der Wissenssoziologie. S. Fischer Verlag, Frankfurt am Main 1969, ISBN 3-596-26623-8.
- The Sacred Canopy: Elements of a Sociological Theory of Religion. Anchor Books, 1967. (1990, ISBN 0-385-07305-4)
- A Rumor of Angels: Modern Society and the Rediscovery of the Supernatural. Anchor Books, 1970, ISBN 0-385-06630-9. (erweiterte Version: 1990, ISBN 0-385-41592-3)

### Religionssoziologie und Kapitalismustheorie
- als Hrsg.: The Capitalist Spirit: Toward a Religious Ethic of Wealth Creation. 1990.
- Peter Berger and the Study of Religion. 2001.
- mit Brigitte Berger und Hansfried Kellner: Homeless Mind: Modernization and Consciousness. 1974.
- Redeeming Laughter: The Comic Dimension of Human Experience. 1997.
- mit Samuel P. Huntington: Many Globalizations: Cultural Diversity in the Contemporary World. 1974.
- als Hrsg.: The Desecularization of the World: Resurgent Religion and World Politics. Wm. B. Eerdmans Publishing, 1999, ISBN 0-8028-4691-2.
- Questions of Faith: A Skeptical Affirmation of Christianity. Blackwell Publishing, 2003, ISBN 1-4051-0848-7.
- A Far Glory: The Quest for Faith in an Age of Credulity. 1992.
- Heretical Imperative: Contemporary Possibilities of Religious Affirmation.
- The Limits of Social Cohesion: Conflict and Mediation in Pluralist Societies: A Report of the Bertelsmann Foundation to the Club of Rome.
- Other Side of God. 1981, ISBN 0-385-17424-1.
- Pyramids of Sacrifice: Political Ethics and Social Change. 1974.
- Sehnsucht nach Sinn. Glauben in einer Zeit der Leichtgläubigkeit. Campus, Frankfurt 1994, ISBN 3-593-35142-0 (Taschenbuchausgabe: Gütersloher Verlagshaus, Gütersloh 1999, ISBN 3-579-01323-8).
- Dialog zwischen religiösen Traditionen in einem Zeitalter der Relativität. Mohr Siebeck Verlag, Tübingen 2011, ISBN 978-3-16-150792-2.
- Altäre der Moderne. Religion in pluralistischen Gesellschaften. Campus, Frankfurt am Main 2015, ISBN 978-3-593-50342-4.

### Autobiographie
- Im Morgenlicht der Erinnerung. Eine Kindheit in turbulenter Zeit. Molden, Wien 2008, ISBN 978-3-85485-219-3.